# Julius Cohnheim
Julius Friedrich Cohnheim (1839 - 1884) fue un patólogo experimental judeoalemán.

## Biografía
Cohnheim estudió en las universidades de Würzburg, Marburg, Greifswald, y Berlín, recibiendo su título de médico en la Universidad de Berlín en 1861. Después de tomar un curso de postgrado en Praga, regresó a Berlín en 1862, donde ejerció hasta 1864, cuando asumió el servicio como cirujano en la guerra contra Dinamarca. En el otoño de ese mismo año se convirtió en asistente en el Instituto Patológico de la Universidad de Berlín bajo la dirección de Rudolf Virchow, donde permaneció hasta 1868. Durante este tiempo publicó varios artículos relacionados con la química fisiológica y la histología, pero finalmente volvió su atención especial a la anatomía patológica. 
En 1867 apareció en "Archiv für Anatomie und Physiologie pathologische und für Klinische Medizin" de Virchow el ensayo de Cohnheim , "Ueber Entzündung und Eiterung", que le confirió reputación como patólogo experimental, donde demostró que la emigración de los glóbulos blancos es el origen de la pus, una conclusión que produjo una gran revolución en la patología. En 1868 Cohnheim fue nombrado profesor de anatomía patológica y patología general en la Universidad de Kiel, y cuatro años más tarde (1872) se fue a la Universidad de Breslau para cubrir un puesto similar. Su trabajo se interrumpió en el invierno de 1873/74 por enfermedad. En 1878 aceptó una invitación para convertirse en profesor de patología en la Universidad de Leipzig, cuyo cargo ocupó hasta su muerte, que acaeciò en 1884.
Donó su cuerpo a la Ciencia, gran ejemplo de su pasión por la investigación patológica.

## Aportaciones de Cohnheim
Aparte del mencionado y trascendental descubrimiento del origen de la pus, Cohnheim fue el primero en utilizar el método ahora universal de congelación de muestras patológicas frescas para el examen. Identificó las áreas poligonales que indican los extremos cortados del músculo, llamados campos de Cohnheim. Fue pionero en la teoría de la inflamación, que es hoy universalmente aceptada, y sus investigaciones en el campo de la circulación patológica y las causas del infarto marcó un nuevo punto de partida en los métodos de tratamiento médico.
Su clasificación de los tumores en carcinomas, fibromas y sarcomas es aún utilizada. 
En las segunda mitad del siglo XIX Cohnheim postuló que el origen del cáncer estaba relacionado con el crecimineto descontrolado de "remamentes" de células madres embrionarias. Hoy, más de cien años después, el campo de las células madres cancerígenas se ha convertido en uno de los temas centrales de la oncología experimental.
Aparte de su actividad literaria y experimental, Cohnheim fue también popular y exitoso como profesor.

## Trabajos seleccionados
- "Ueber die Entzündung Seröser Häute," en "Archiv für Pathologische Anatomie und Physiologie und für Klinische Medizin" de Virchow  xxvii.
- "Zur Kenntniss der Zuckerbildenden Fermente," ib. xxviii.
- "Ein Fall von Abscessen in Amyloid Entarteten Organen," ib. xxxiii.
- "Ueber die Endigung der Muskelnerven," ib. xxxiv., y "Centralblatt der Medizinischen Wissenschaften," 1863
- "Ueber den Feineren Bau der Quergestreiften Muskelfasern," ib. xxxiv. (demostración de la existencia de los campos de Cohnheim en músculos congelados)
- "Zur Pathologischen Anatomic der Trichinen-Krankheiten," ib. xxxvi.
- "Ueber die Endigung der Sensiblen Nerven in der Hornhaut," ib. xxxviii. (demostración de la terminación nerviosa de la córnea )
- "Ueber Entzündung und Eiterung," ib. xli.
- "Ueber Venöse Stauung," ib. xli.; con Bernhard Fränkel, "Experimentelle Untersuchungen über die Uebertragbarkeit der Tuberkulose auf Thiere," ib. xlv.
- "Untersuchungen über die Embolischen Processe," Berlín, 1872
- "Neue Untersuchungen über die Entzündung," ib. 1873
- "Vorlesungen über Allgemeine Pathologie," ib. 1877-80, 2d ed. 1882
- "Die Tuberkulose vom Standpunkt der Infectionslehre," Leipsic, 2d ed., 1881.